# Kiyoshi Kurosawa
Kyoshi Kurosawa (Japans: 黒沢 清, Kurosawa Kiyoshi) (Kobe, 19 juli 1955) is een Japans filmregisseur, scenarioschrijver, filmcriticus en docent aan de Tokyo University of the Arts.

## Biografie
Kiyoshi Kurosawa werd in 1955 geboren in Kobe en studeerde aan de Rikkyo-universiteit in Tokio. Na zijn studies begon hij onder begeleiding van filmcriticus Shigehiko Hasumi met het maken van 8mm-films. In de jaren 1980 begon Kurosawa professioneel met het regisseren van pink films en lowbudget V-cinemafilms. Begi jaren 1990 won Kurosawa een beurs om te studeren in de Verenigde Staten aan het Sundance Institute. Zijn eerste internationaal succes behaalde Kurosawa in 1997 met de misdaadthriller Kyua (Cure). Andere succesvolle en bekroonde films volgden, zoals Tôkyô sonata in 2008 en Kishibe no tabi in 2015 (prijs beste regie in de sectie Un certain regard in Cannes).
Kurosawa's stijl wordt vergeleken met Stanley Kubrick en Andrej Tarkovski. In een interview vertelde Kurosawa dat zijn persoonlijke visie op films gevormd werd door het analyseren en bediscussiëren van films van Alfred Hitchcock en Yasujiro Ozu onder begeleiding van zijn mentor Shigehiko Hasumi.
Kurosawa schreef een boek naar het scenario van zijn film Kairo en samen met Makoto Shinozaki een boek over de geschiedenis van de horrorfilm, getiteld Mon effroyable histoire du cinéma.

## Filmografie (selectie)
- Sanpo suru shinryakusha (Before We Vanish) (2018)
- Daguerrotype (Le Secret de la chambre noire) (2016)
- Kurîpî (Creepy) (2016)
- Kishibe no tabi (Journey to the Shore) (2015)
- Sebunsu kôdo (Seventh Code) (2013)
- Riaru: Kanzen naru kubinagaryû no hi (Real) (2013)
- Shokuzai (Penance) (televisieserie, 2012)
- Tôkyô Sonata (Tokyo Sonata) (2008)
- Sakebi (Retribution) (2006)
- Umezu Kazuo: Kyôfu gekijô - mushi-tachi no ie (Kazuo Umezu's Horror Theater: Bug's House) (2005)
- Rofuto (Loft) (2005)
- Dopperugenga (Doppelganger) (2003)
- Akarui Mirai (Bright Future) (2003)
- Kairo (Pulse) (2001)
- Kôrei (Seance) (2000)
- Ôinaru gen'ei (Barren Illusions) (1999)
- Karisuma (Charisma) (1999)
- Ningen gokaku (License to Live) (1998)
- Kumo no hitomi (Eyes of the Spider) (Direct-naar-video, 1998)
- Hebi no michi (Serpent's Path) (Direct-naar-video, 1998)
- Gakkô no kaidan G (1998)
- Fukushu the Revenge kienai kizuato (The Revenge: The Scar That Never Fades) (Direct-naar-video, 1997)
- Kyua (Cure) (1997)
- Katte ni shiyagare!! Ôgon keikaku (Suit Yourself or Shoot Yourself! 3: The Loot) (Direct-naar-video, 1996)
- Fukushu: Kienai shokon (The Revenge I: A Visit from Fate) (Direct-naar-video, 1996)
- Doa 3 (Door 3) (Direct-naar-video, 1996)
- Jigoku no keibiin (The Guard from Underground) (1992)
- Sûîto homu (Sweet Home) (1989)
- Do-re-mi-fa-musume no chi wa sawagu (The Excitement of the Do-Re-Mi-Fa Girl) (1985)
- Kanda-gawa inran senso (Kandagawa Pervert Wars) (1983)

## Prijzen en nominaties
Kurosawa won een twintigtal filmprijzen wereldwijd, de belangrijkste:
| Jaar | Prijs                   | Categorie                             | Film            | Uitslag  |
| ---- | ----------------------- | ------------------------------------- | --------------- | -------- |
| 2015 | Filmfestival van Cannes | Beste regie - Un certain regard       | Kishibe no tabi | Gewonnen |
| 2009 | Aziatische filmprijzen  | Beste scenario                        | Tôkyô sonata    | Gewonnen |
| 2008 | Filmfestival van Cannes | Prijs van de jury - Un certain regard | Tôkyô sonata    | Gewonnen |
| 2001 | Filmfestival van Cannes | FIPRESCI-prijs - Un certain regard    | Kôrei           | Gewonnen |